# Alexandre-Joseph de Boisgelin
Pour les autres membres de la famille, voir Famille de Boisgelin.
Alexandre-Joseph-Gabriel, marquis de Boisgelin (14 avril 1770, Pléhédel , 21 juin 1831, Paris), est un général et homme politique français.

## Biographie
Issu de la famille de Boisgelin, il est le fils de Charles Eugène de Boisgelin, vicomte de Pléhédel, capitaine de vaisseau, et de sa seconde épouse et sa cousine, Sainte de Boisgelin de Cucé.  
Il est aussi le frère cadet de Bruno-Gabriel de Boisgelin, pair de France et chambellan du Roi Louis XVIII sous la Restauration. Il suit, comme son frère, la carrière militaire et émigre. 
À la première Restauration, il est nommé commandant de la 10e légion de la garde nationale de Paris, refuse de servir pendant les Cent-Jours, et ne reprend son commandement qu'au retour de Gand. Dans la nuit du 7 au 8 juillet 1815, il revient secrètement à Paris et, avec d'autres conjurés, empêche l'accès du Palais Bourbon aux membres de la Chambre des représentants du régime impérial. 
Le 22 août 1815, le collège de département de la Seine l'ayant élu député, il écrit à la 10e légion de la garde nationale que « les électeurs de la Seine avaient voulu récompenser en sa personne la garde nationale de ses sacrifices et de son dévouement pour le salut de la capitale. ». 
À la Chambre introuvable, il siège dans la majorité ; il échoue aux élections de 1816, après la dissolution, mais est réélu à la Chambre, le 20 septembre 1817, par le collège de département d'Ille-et-Vilaine et prend place parmi les soutiens du Ministère Richelieu .
Il était entré dans les gardes du corps du roi comme lieutenant, et est nommé maréchal de camp le 20 avril 1818.
À la mort de son frère aîné, pair de France, en 1823, il est admis à lui succéder à la Chambre des Pairs, le 19 mai 1827, en vertu de l'ordonnance royale du 1er août 1817, autorisant la transmission de la pairie en ligne collatérale. 
Après la Révolution de juillet 1830, il refuse le serment à la Monarchie de Juillet et se retire de la vie politique en cessant de siéger à la Chambre des Pairs.

### Mariage et descendance
Il épouse le 29 novembre 1800 (8 frimaire an IX) à Chilly, Victorine d'Harcourt (Paris, 1er juillet 1769 - Paris, 15 avril 1842), fille de Charles Louis Hector d'Harcourt, marquis d'Harcourt, baron de Olonde, gouverneur de Rouen (1788-1790), lieutenant-général (1815), marquis-pair héréditaire (1817), chevalier de Saint-Louis et de la Légion d'honneur, et de sa cousine, Anne Marie Louise Catherine d'Harcourt Beuvron. Par sa mère, elle était la petite-fille d'Anne François d'Harcourt, duc de Beuvron, gouverneur de Cherbourg. Dont deux enfants :
- Edouard Raymond Marie de Boisgelin, marquis de Boisgelin, pair de France (Paris, 17 octobre 1801 - château de Saint-Fargeau, 2 janvier 1866), marié le 15 mars 1827 avec Marguerite Marie Louise Adélaïde Le Peletier de Mortefontaine, dont postérité ;
- Marie Charlotte de Boisgelin (1804 - Paris, 16 septembre 1881), mariée en 1824 avec Emmanuel de Dreux-Brézé, marquis de Dreux-Brézé, gentilhomme de la Chambre du Roi (1797-1848), dont postérité[3].

### Sources
- « Alexandre-Joseph de Boisgelin », dans Adolphe Robert et Gaston Cougny, Dictionnaire des parlementaires français, Edgar Bourloton, 1889-1891 [détail de l’édition]